# Alexis Beaubrun Ardouin
Alexis Beaubrun Ardouin, född 1796, död 1865, medlem av statssekreterarnas råd i Haiti, 15 april-16 april 1844.